# Seventh Sojourn
《Seventh Sojourn》은 영국의 프로그레시브 록 밴드 무디 블루스의 여덟 번째 스튜디오 음반으로, 노스런던 톨링턴 파크의 데카 스튜디오 4에서 녹음되어, 1972년에 발매되었다.

## 배경
비록 이 음반의 가사가 정치적인 우려를 다루지만, 1990년 다큐멘터리 《The Moody Blues: Legend of a Band》에서 베이시스트 존 로지는 무디의 가사에 구루 같은 지혜를 잘못 읽은 팬들에 대한 반응으로 〈I'm Just a Singer (In a Rock and Roll Band)〉라고 묘사했다.
악기적으로, 가수이자 키보디스트인 마이크 핀더는 이전 무디 블루스 음반에 사용된 멜로트론 외에도 체임벌린이라고 불리는 유사한 키보드 장치를 사용했다.
무디 블루스의 베이시스트 존 로지에 따르면, "이 음반은 초서의 《캔터베리 이야기》의 아이디어를 매우 느슨하게 기반으로 했습니다. 이것이 우리가 이야기를 들려준 일곱 번째 체류의 진화 방식입니다. 하지만 음악적으로 말입니다."

## 곡 목록
| #  | 제목                     | 작사·작곡       | 재생 시간 |
| -- | ------------------------ | --------------- | --------- |
| 1. | 〈Lost in a Lost World〉 | 마이크 핀더     | 4:42      |
| 2. | 〈New Horizons〉         | 저스틴 헤이워드 | 5:11      |
| 3. | 〈For My Lady〉          | 레이 토머스     | 3:58      |
| 4. | 〈Isn't Life Strange〉   | 존 로지         | 6:09      |

| #  | 제목                                            | 작사·작곡             | 재생 시간 |
| -- | ----------------------------------------------- | --------------------- | --------- |
| 5. | 〈You and Me〉                                  | 헤이워드, 그레임 에지 | 4:21      |
| 6. | 〈The Land of Make-Believe〉                    | 헤이워드              | 4:52      |
| 7. | 〈When You're a Free Man〉                      | 핀더                  | 6:06      |
| 8. | 〈I'm Just a Singer (In a Rock and Roll Band)〉 | 로지                  | 4:18      |

## 인증
| 국가                       | 인증     | 판매량/출하량 |
| -------------------------- | -------- | ------------- |
| 캐나다 (뮤직 캐나다)       | 플래티넘 | 100,000^      |
| 미국 (RIAA)                | 골드     | 500,000^      |
| ^출하량을 기반으로 한 인증 |          |               |